# مستطيل (أداة)

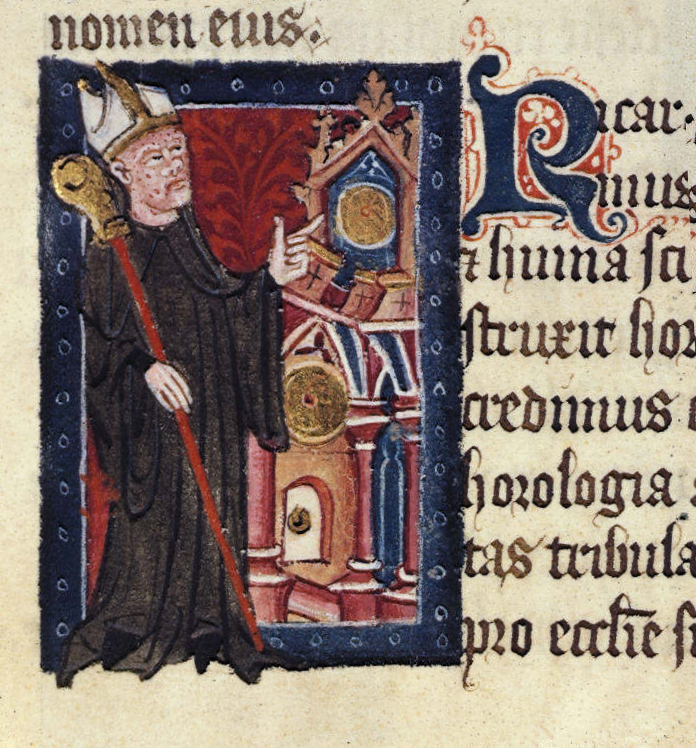

كان المستطيل أداة فلكية صنعها ريتشارد من والينجفورد حوالي عام 1326. بسبب أنه غير راضٍ عن قيود الأسطرلاب الموجودة، طور ريتشارد المستطيل كأداة لحساب المثلثات الكروية ولقياس الزوايا بين الكواكب والأجسام الفلكية الأخرى. كانت هذه واحدة من عدد من الأدوات التي ابتكرها، بما في ذلك ألبيون، وهو شكل من أشكال خط الاستواء.